# 24. století př. n. l.

## Události
- 2900–2334 př. n. l. – Mezopotámské války Raného dynastického období.
- cca 2383 př. n. l. – Pepi II Neferkare, nejdéle vládnoucí monarcha všech dob, začal vládnout ve věku 6 let.
- 2350 př. n. l. – Konec Raného dynastického období v Mezopotámii.
- 2350 př. n. l. – První zničení města Mari, Sýrie.
- 2350 př. n. l. – Ptahhotep, egyptský vezír za vlády Džedkareho, zemřel.
- 2348 př. n. l. – Rok biblické potopy podle výpočtu biskupa Ushera
- 2345 př. n. l. – Egypt: Konec páté dynastie. Umřel faraon Unas.
- 2345 př. n. l. – Král Urukagin, poslední vládce z dynastie z Lagaše, vylíčil v královském přípisu své velké společenské reformy.
- cca 2340–2180 př. n. l. – Akkad.
- 2340 př. n. l. – Král Lugalzagesi z Ummy porazil v boji krále Urukagina z Lagaše a podrobil si Uruk.
- 2334–2279 př. n. l. – Sargon Akkadský si podrobil Mezopotámii.
- cca 2332 př. n. l. – Začal vládnout Sargon I.
- 2330 př. n. l. – Akkaďan Sargon I. svrhl vládce Kiše, zvítězil nad králem Lugalzagesim z Ummy, podmanil si jižní Mezopotámii a založil první Semity vedenou říši v Mezopotámii.
- 2325 př. n. l. – V Egyptě začala s nástupem krále Tetiho na trůn šestá dynastie, poslední dynastie Staré říše.
- Rodí se město Lóthal (civilizace údolí Indu).